# Protula anomala
Protula anomala är en ringmaskart som beskrevs av Francis Day 1955. Protula anomala ingår i släktet Protula och familjen Serpulidae. Inga underarter finns listade i Catalogue of Life.